# Pauluskirche (Marienthal)

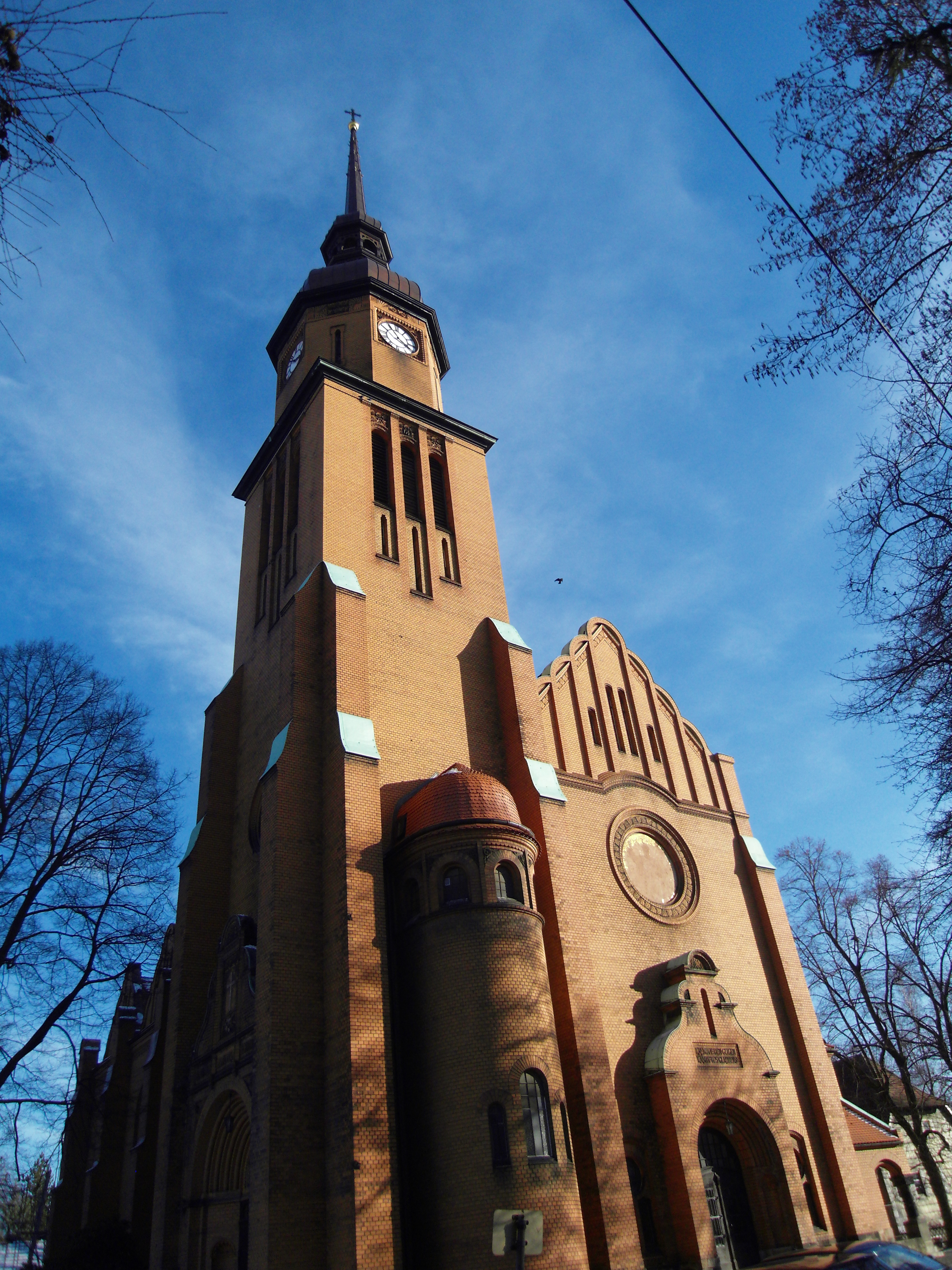
Pauluskirche Zwickau-Marienthal

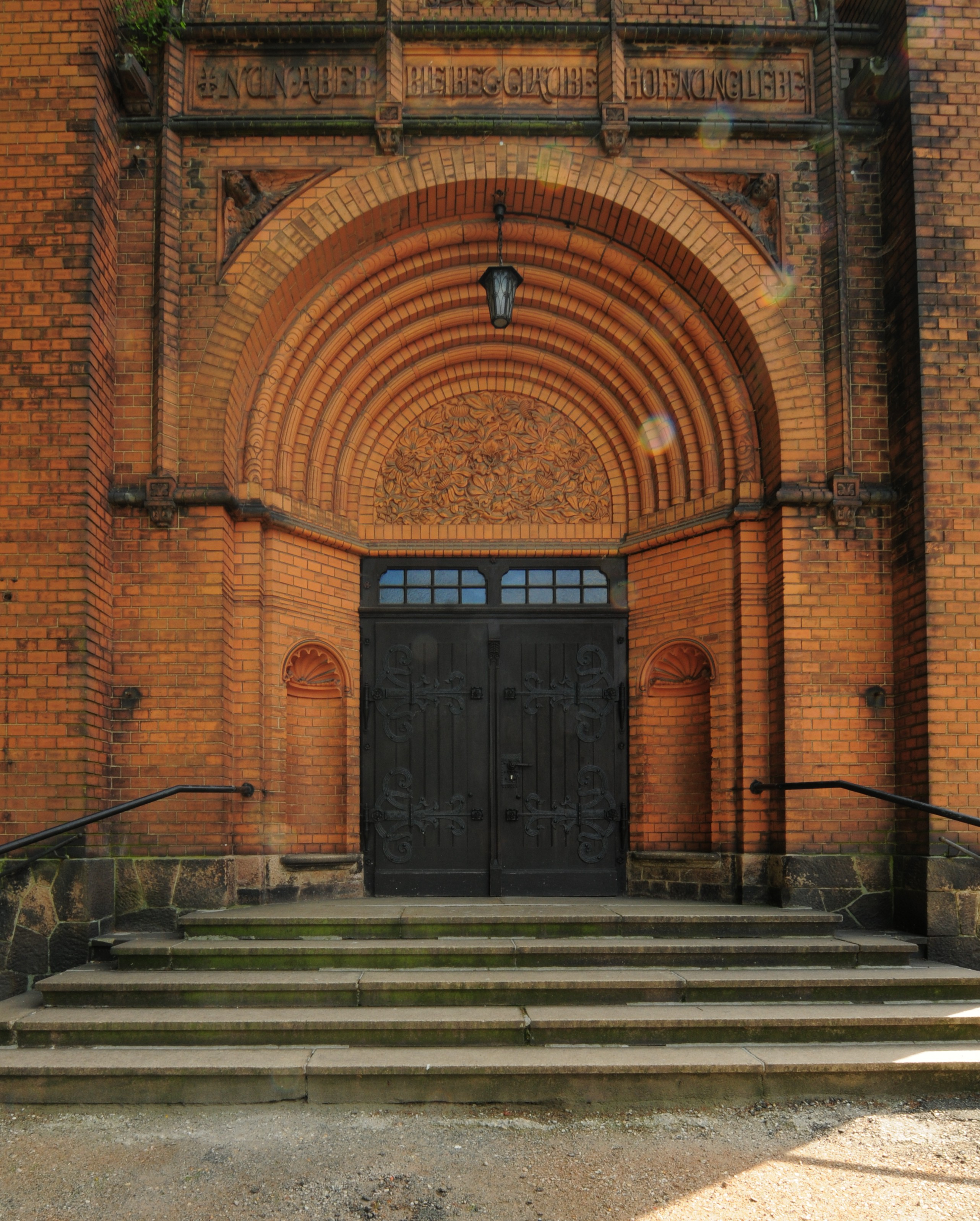
Seitenportal

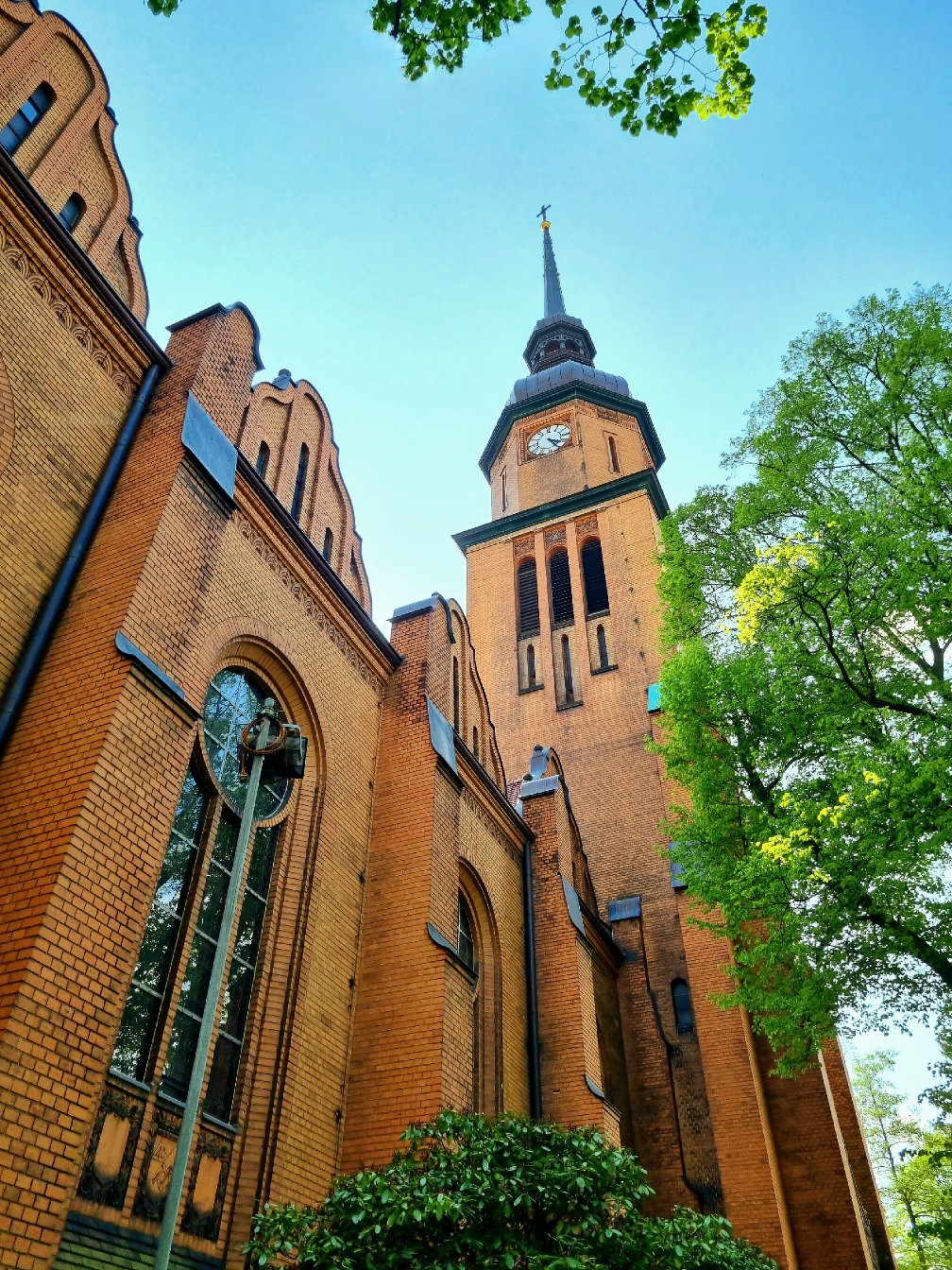
Kirchenschiff und Turm

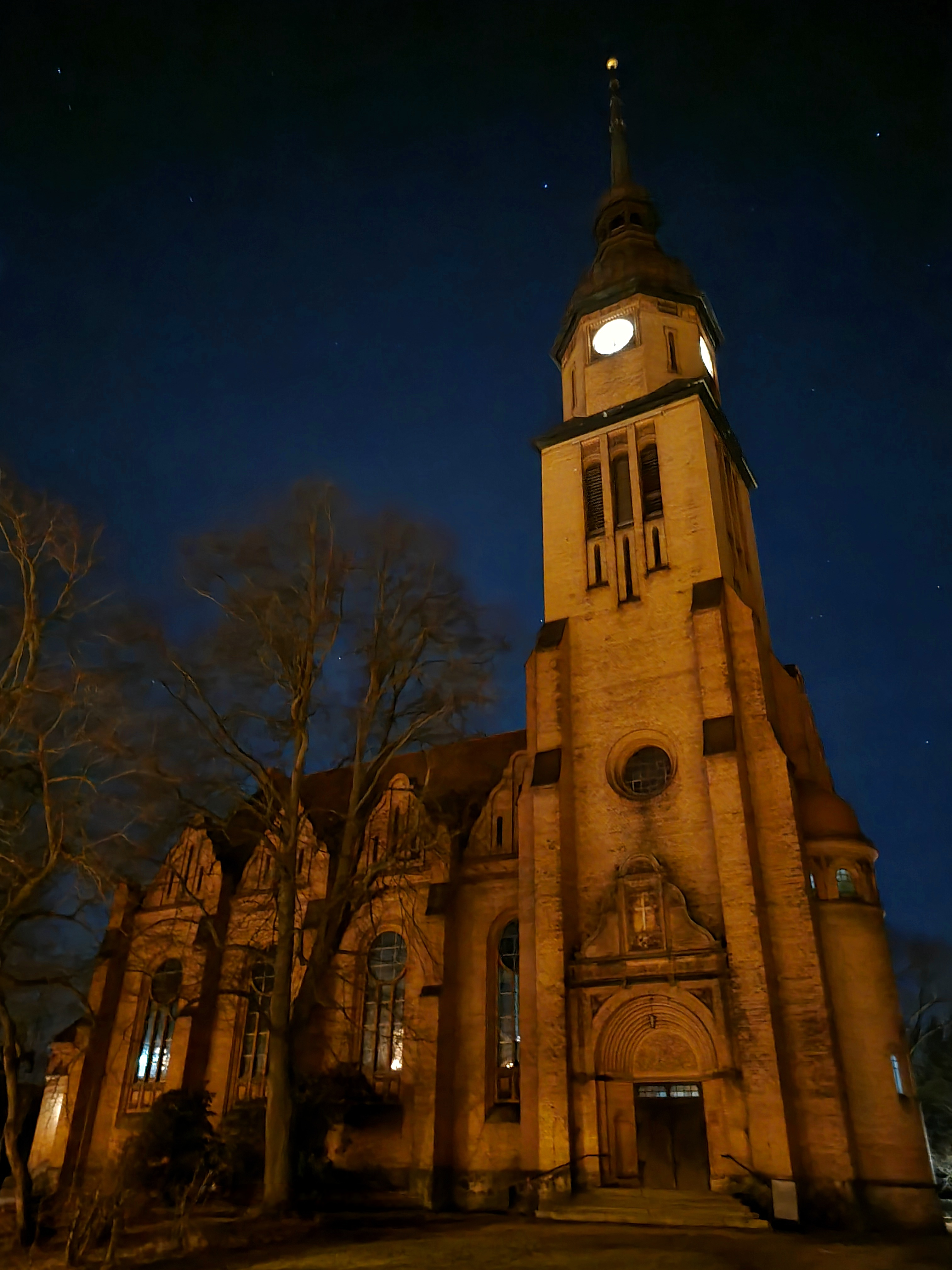
Pauluskirche Zwickau am Abend

Die Pauluskirche ist die evangelisch-lutherische Gemeindekirche von Marienthal, heute einem Ortsteil der Kreisstadt Zwickau in Sachsen. Sie gehört zum Kirchenbezirk Zwickau der Evangelisch-Lutherischen Landeskirche Sachsens.

## Geschichte
Nachdem aufgrund der wirtschaftlichen Entwicklung der Region im ausgehenden 19. Jahrhundert die 1722 erbaute evangelische Pfarrkirche von Marienthal zu beengt geworden war, wurde 1899 der Leipziger Architekt Julius Zeißig mit der Planung für einen Kirchenneubau beauftragt. Die Bauarbeiten begannen im August 1899, die Einweihung fand am 14. Oktober 1901 statt. Der als Backsteinbau in den freien Formen des späten Historismus mit Renaissanceelementen errichtete Kirchenbau ist als Saalkirche mit polygonalem Chorschluss und aus städtebaulichen Gründen seitlich gesetztem Turmbau mit oktogonalem Abschluss und Haubenaufsatz gestaltet. Das Kircheninnere ist von einem weitgespannten Rabitz-Tonnengewölbe mit spätgotischer Rippenfiguration überdeckt.
In dem Tondo über dem Haupteingang befand sich ein von dem Direktor der Königlichen Akademie für graphische Künste und Buchgewerbe zu Leipzig, Max Seliger, entworfenes und von der Deutschen Glasmosaik-Gesellschaft Puhl & Wagner in Rixdorf ausgeführtes Glasmosaik des hl. Paulus.

## Ausstattung
Die von Richard Schlein aus Zittau geschaffene Farbverglasung der Kirche zeigt auf drei großen Fenstern im Altarraum den Thesenanschlag Martin Luthers, die Verklärung Christi, die Predigt des Apostels Paulus in Athen sowie Johannes den Täufer und Philipp Melanchthon auf zwei Rosettenfenstern. Die Fenster im Kirchenschiff zeigen unterschiedliche Pflanzenmotive. Die Fenster wurden von Einzelpersonen und Vereinen der Region gestiftet.
Der ursprüngliche Altar von Alfred Klink (Zwickau) und Rudolf Cöllen (Leipzig), gefertigt aus französischem Kalkstein und Alabaster, zeigte Christus am Kreuz, Johannes sowie Maria. Dieser wurde bei einem Umbau der Kirche entfernt. Das jetzige Altarkreuz aus dem Jahr 1970 stammt von Elly-Viola Nahmmacher (Greiz).
Die Kanzel vom Zwickauer Bildhauer Gustav Schneider zeigt Christus und die vier Evangelisten Matthäus (Apostel), Markus (Evangelist), Lukas (Evangelist) und Johannes (Evangelist).
Bei ihrer Fertigstellung im Jahre 1901 erhielt die Kirche ihre von Richard Kreuzbach erbaute Orgel von 36 Registern, verteilt auf zwei Manuale und Pedal.
Im Ersten Weltkrieg mussten die ursprünglichen Prospektpfeifen aus Zinn abgeliefert werden und wurden durch Pfeifen aus Zink ersetzt.
Die von der Glockengießerei Gustav Adolph Jauck in Leipzig gegossenen, im Ersten Weltkrieg beschlagnahmten drei Bronzeglocken wurden 1922 durch die heutigen vier Stahlgussglocken des Bochumer Vereins ersetzt, wodurch ein neuer Glockenstuhl aus Stahl errichtet werden musste.
Die Turmuhr von Max Hahn aus Zwickau ist noch im Originalzustand erhalten.
Im Jahr 2006 wurde ein neues Turmkreuz durch die Zwickauer Firma Steinbach angefertigt und auf den Turm gesetzt.
Die als Zitate den Paulusbriefen entnommenen, von den Ullersdorfer Werken in Terrakotta hergestellten Inschriften über dem Haupteingang besagen: Kämpfe den guten Kampf des Glaubens 1 Tim 6,12  und über dem seitlichen Eingang: Nun aber bleibet Glaube, Hoffnung, Liebe 1 Kor 13,31 , darüber sind die entsprechenden die Symbole Kreuz, Anker und Herz angebracht. Diese Elemente waren ursprünglich vergoldet. An der Nord- und Südseite der Fassade finden sich weiterhin Symbole von am Bau der Kirche beteiligten Gewerken. An der Ostseite finden sich die Jahreszahlen 1899 und 1901, die auf Beginn und Abschluss des Baus hindeuten.

## Restaurierung
In den letzten Jahren fanden umfangreiche Sanierungs- und Restaurierungsarbeiten in unterschiedlichen Bereichen statt: Eine Erneuerung der Kupfereindeckung der Turmhaube; eine grundlegende Sanierung der Elektrik; eine Restaurierung der Bleiglasfenster; die Ausmalung des Altarraumes wie im ursprünglichen Zustand sowie der Einbau eines neuen Glockenstuhls aus Holz.